# Anlagenummer (Verwaltung)
Wenn einem Anschreiben eine oder mehrere Anlagen hinzugefügt werden sollen und ein unbemerkter Verlust oder ein Vertauschen der Anlagen befürchtet wird, können Anlagenummern benutzt werden. Anlagenummern sind kleine nummerierte Papierabschnitte. Sie sind perforiert wie Briefmarken oder auf eine andere Weise zur leichten Trennung voneinander vorbereitet. Sie sind selbstklebend hergestellt oder gummiert. Jeweils zwei Papierabschnitte tragen eine identische Nummer und sind ansonsten fortlaufend durchnummeriert. Anlagenummern werden entweder als kleine Rolle aufgerollt oder in einem Spenderkarton geliefert. 
Die Verbindung zwischen einem Anschreiben und einer Anlage wird dadurch erreicht, dass auf beide die gleiche Anlagenummer geklebt wird. Eine weitere Anlage wird mit der nächsten Anlagenummer versehen und das Anschreiben mit der paarigen Anlagenummer vervollständigt. Eine Anlagenummer kann einen beschreibenden Text ersetzen, der sonst zur eindeutigen Identifikation der Anlage ins Anschreiben aufzunehmen wäre. Im einfachsten Fall trägt ein Anschreiben am Ende nur den Text "Anlagen:" und ist darunter mit einer oder mehreren Anlagenummern beklebt. 
Da die Nummern mindestens dreistellig sind, kann auch ein Durcheinander mehrerer Schreiben mit ihren Anlagen wieder sortiert werden. Die unterschiedliche Nummerierung ist auch dann zweckmäßig, wenn die Anlagen eines Schreibens untereinander verwechselbar sind und ohnehin individuell gekennzeichnet werden müssen.